# Crina „Coco” Popescu
Imola Crina „Coco” Popescu (n. 3 decembrie 1994, Râșnov) este o alpinistă română. A realizat numeroase recorduri începând de la vârsta de 10 ani, majoritatea reușitelor fiind recorduri și premiere pentru categoria ei de vârstă.

## Biografie
Crina „Coco” Popescu s-a născut la data de 3 decembrie 1994, în localitatea Râșnov, județul Brașov. Urmează cursurile Colegiului Național de Informatică „Grigore Moisil” din Brașov.
Este prima alpinistă din lume care a terminat circuitul Seven Volcanoes.
Deține 7 recorduri mondiale de vârstă, a escaladat 6 vârfuri din circuitul Seven Summits al celor mai înalte vârfuri de pe fiecare continent.
La vârsta de 14 ani a obținut titlul de Maestru al Sportului.
În 2010, la vârsta de 15 ani, a escaladat cel mai înalt vârf al Oceaniei – Carstensz Pyramid (4.884 m) din Indonezia, devenind astfel cea mai tânără alpinistă din lume care a escaladat acest munte. Recordul anterior era deținut de americanca Samantha Larson care a escaladat acest vârf în 2007, la vârsta de 18 ani.

## Proiectul „7 Munti din Gradina Carpatilor”
2012: Promovarea unui circuit din România, numit 7 Munti din Gradina Carpatilor Arhivat în 7 august 2013, la Wayback Machine.. E vorba despre atingerea celor mai inalte puncte din masivele Bucegi, Făgăraș, Retezat, Metaliferi, Rodnei, Ceahlău, Piatra Craiului .
Ascensiunea care a marcat inceperea Circuitului a avut loc pe data de 21 iulie 2012, in muntii Bucegi, la varful Omu 2504m.

## Proiectul „Seven Volcanoes”
- 2011 — 24 ianuarie: Antarctica — Mt. Sidley (4.285 m): Prima alpinistă din lume care a atins vârful; cel mai înalt vulcan din Antarctica[1]
- 2010 — 21 mai: Mexic — Pico de Orizaba (5.635 m), ruta pe partea chiliană: Cea mai tânără alpinistă din Europa pe acest vârf; cel mai înalt vulcan din America de Nord, cel mai înalt munte din Mexic.
- 2010 — ianuarie: Papua Noua Guinee — Mt. Giluwe (4.368 m): Cea mai tânără alpinistă din lume, prima alpinistă din România; cel mai înalt vulcan din Australia și Oceania.
- 2009 — 12 iulie: Rusia — Muntele Caucaz, vf. Elbrus (5.642 m): Cel mai înalt vulcan din Europa.
- 2009 — iunie: Tanzania — Muntele Kilimanjaro, vf. Uhuru (5.895 m): Cel mai înalt vulcan din Africa.
- 2008 — 28 decembrie: Chile — Atacama, Anzii Cordilieri, vf. Ojos del Salado (6.893 m): Cea mai tânără persoană din lume; cel mai înalt vulcan din lume, cel mai înalt vulcan din America de Sud, cel mai inalt munte din Chile, al doilea munte, ca înălțime, din America de Sud, dupa Aconcagua.
- 2008 — 23 iulie: Iran — masivul Alborz, vf. Damavand (5.671 m): Cea mai tânără persoană din lume; cel mai înalt vulcan din Asia.

## Proiectul „Seven Summits”
- 2011 — 4 ianuarie: Antarctica — Muntele Vinson (4.892 m): Cel mai înalt munte din Antarctica.
- 2010 — 20 iunie: Alaska — Muntele McKinley (6.194 m), ruta West Buttress: Cel mai tânăr alpinist din Europa; cel mai înalt vârf din America de Nord, cea mai mare diferență de nivel între pornire și vârf din Circuitul Seven Summits.
- 2010 — 24 ianuarie: Papua, Indonezia — Carstensz Pyramid (4.884 m) : Cea mai tânără alpinistă din lume, prima alpinistă din România; cel mai înalt vârf din Australia și Oceania, cel mai tehnic vârf din Circuitul Seven Summits.
- 2010 — 3 ianuarie: Australia — Snowy Mountains, Mt. Kosciuszko (2.228 m) : Cel mai înalt munte din Australia; varianta Dick Bass.
- 2009 — 12 iulie: Rusia — Muntele Caucaz, vf. Elbrus (5.642 m): Cel mai înalt vârf din Europa.
- 2009 — iunie: Tanzania — Muntele Kilimanjaro, vf. Uhuru (5.895 m): Cel mai înalt vârf din Africa.
- 2009 — ianuarie: Argentina — Anzii Cordilieri — Aconcagua (6.963 m) , traseul „Traverseul Ghețarului Polonez”: Cea mai tânără persoană din lume; cel mai înalt vârf din America de Sud; cel mai înalt munte din afara Asiei.

## Ascensiuni notabile
- 2011 — 24 ianuarie: Antarctica — Mt. Sidley (4.285 m): Prima alpinistă din lume care a atins vârful; cel mai înalt vulcan din Antarctica[necesită citare]
- 2011 — 4 ianuarie: Antarctica — Mt. Vinson (4.892 m): Cel mai înalt munte din Antarctica.
- 2010 — 20 iunie: Alaska — McKinley (6.194 m), ruta West Buttress: Cel mai tânăr alpinist din Europa; cel mai înalt vârf din America de Nord, cea mai mare diferență de nivel între pornire și vârf din Circuitul Seven Summits.
- 2010 — 21 mai: Mexic — Pico de Orizaba (5.635 m), ruta pe partea chiliană: Cea mai tânără alpinistă din Europa pe acest vârf; cel mai înalt vulcan din America de Nord, cel mai înalt munte din Mexic — Circuitul Seven Volcanoes.
- 2010 — 24 ianuarie: Papua, Indonezia — Carstensz Pyramid (4.884 m): Cea mai tânără alpinistă din lume, prima alpinistă din România; cel mai înalt vârf din Australia și Oceania, cel mai tehnic vârf din Circuitul Seven Summits.
- 2010 — ianuarie: Papua Noua Guinee — Mt. Giluwe (4.368 m): Cea mai tânără alpinistă din lume, prima alpinistă din România; cel mai înalt vulcan din Australia și Oceania — Circuitul Seven Volcanoes. Ruta: din Mount Hagen prin Kiripia.
- 2010 — 3 ianuarie: Australia — Snowy Mountains, Mt. Kosciuszko (2.228 m): Cel mai înalt munte din Australia; varianta Dick Bass — Circuitul Seven Summits. Ruta din Thredbo.
- 2009 — 12 iulie: Rusia — Mt. Caucaz, vf. Elbrus (5.642 m): Cel mai înalt vârf din Europa, Circuitul Seven Summits; cel mai înalt vulcan din Europa — Circuitul Seven Volcanoes. Ruta normală, pe parte sudică, din valea Azau.
- 2009 — iunie: Tanzania — Mt. Kilimanjaro, vf. Uhuru (5.895 m): Cel mai înalt vârf din Africa — Circuitul Seven Summits; cel mai înalt vulcan din Africa — Circuitul Seven Volcanoes. Ruta: Machame, coborâre pe Mweka.
- 2009 — ianuarie: Argentina — Anzii Cordilieri — Aconcagua (6.963 m), traseul „Traverseul Ghețarului Polonez”: Cea mai tânără persoană din lume; cel mai înalt vârf din America de Sud — Circuitul Seven Summits; cel mai înalt munte din afara Asiei.
- 2008 — 28 decembrie: Chile — Atacama, Anzii Cordilieri, vf. Ojos del Salado (6.893 m): Cea mai tânără persoană din lume; cel mai înalt vulcan din lume, cel mai înalt vulcan din America de Sud — Circuitul Seven Volcanoes, cel mai inalt munte din Chile, al doilea munte, ca înălțime, din America de Sud, dupa Aconcagua. Ruta pe partea chiliană.
- 2008 — 27 iulie: Iran — Mt. Alborz, masivul Takhte Soleyman — vf. Alam Kooh (4.850 m): Ruta normală, Siah Sangha, pe fața nordică, premieră pentru România.
- 2008 — 23 iulie: Iran — masivul Alborz, vf. Damavand (5.671 m): Cea mai tânără persoană din lume; cel mai înalt vulcan din Asia — Circuitul Seven Volcanoes. Ruta normală, pe parte sudică.
- 2008 — 17 iulie: Georgia — Mt. Caucaz, masivul Khokh — vf. Kazbek (5.047 m): Cea mai tânără persoană din lume; cel mai inalt munte din Georgia. Ruta normală, din Kazbegi.
- 2008 — mai: Mt. Olimp — vf. Mytikas (2.919 m), în condiții de iarnă.
- 2007 — Nepal — Kalapatar (5.550 m), Everest Base Camp.
- 2007 — 30 august: Turcia — vf. Ararat (5.165 m)>: Cea mai tânără persoană din lume; cel mai inalt munte din Turcia. Ruta: partea nordică: Igdir, Korhan.
- 2007 — 28 iulie: Alpi, masivul Mont Blanc — Mont Blanc (4.810 m): Ruta: Aiguille du Midi, peste Mont Blanc du Tacul și Mont Maudit, cu coborâre pe ruta clasică, ref. Gouter, Tette Rouse, Les Houches.
- 2007 — 25 iulie: Alpi, masivul Mont Blanc — Mont Dolent (3.823 m): Ruta normală, partea sudică și creasta sud-estică, Val Feret, bivuacul Fiorio.
- 2005 — 27 iulie: Alpi, grupul Rochefort, masivul Mont Blanc — Dente del Gigante (4.014 m): Pe ghețarul Geant și ruta normală pe fața sud-vestică.

## Premii și distincții
- 2011 — 22 decembrie: „Sportiva Anului” la categoria alpinism de altitudine — Federația Română de Alpinism și Escaladă
- 2011 — 27 octombrie: Romanian PR Award — Comunicatorul Anului 2011
- 2011 — 4 iunie: Atheneul Roman — Oscarul Românesc pentru excelență
- 2011 — 31 martie: Gala IAA — premiu de excelență
- 2011 — 24 ianuarie: A făcut parte din prima echipă care a urcat Mt. Sidley — cel mai înalt vulcan din Antarctica, fiind prima alpinistă din lume care a atins vârful, la 24 ianuarie 2011[necesită citare]
- 2010 — „Sportivul anului” la categoria alpinism de altitudine — Federația Română de Alpinism și Escaladă.
- 2010 — Cea mai tânără alpinistă din lume care a escaladat cel mai înalt vârf al Oceaniei — Carstensz Pyramid (4884 m) din Indonezia.
- 2009 — decembrie: Sportivul Anului 2009 — tinere speranțe, Federația Română de Alpinism și Escaladă
- 2009 — aprilie: Maestru al Sportului